# Courboin
Courboin es una comuna francesa, situada en el departamento de Aisne, de la región de Alta Francia.

## Demografía
| 214 | 209 | 205 | 179 | 239 | 269 | 293 | 300 |
| Para los censos de 1962 a 1999 la población legal corresponde a la población sin duplicidades (Fuente: INSEE [Consultar]) |     |     |     |     |     |     |     |